# Chad Batista
Chad Batista (* 1981; † 20. August 2015 in Las Vegas, Nevada) war ein professioneller US-amerikanischer Pokerspieler. Er stand von August 2007 und Juli 2008 für 45 Wochen in Serie an der Spitze der Onlinepoker-Weltrangliste.

## Persönliches
Batista stammte aus Coral Springs, Florida, und lebte später in Las Vegas. Nach dem „Black Friday“ am 15. April 2011, durch den Batista beinahe sein gesamtes auf den betroffenen Pokerplattformen liegendes Geld verlor, kehrte er zunächst nach Florida zurück und zog anschließend nach Mexiko. Nach zehn Monaten verlegte Batista seinen Wohnsitz nach Oceanside, Kalifornien, wo er jedoch auch nur fünf Monate blieb. Die ständigen Umzüge und die dadurch implizierte Entfernung zu seiner in Florida lebenden Familie bestärkten seine Depressionen, die er schon länger hatte. Im August 2015 wurde Batista nach einem Überkonsum von Alkohol in eine Intensivstation in Las Vegas eingeliefert und starb dort am 20. August 2015 im Kreise seiner Familie an Leber- und Nierenversagen.

## Pokerkarriere

### Online
Batista spielte online unter den Nicknames lilholdem954 (PokerStars), jse81 (Full Tilt Poker) und m8kingmoves (partypoker). Er galt als Onlineturnier-Legende und stand vom 22. August 2012 bis 1. Juli 2013 für 45 Wochen in Serie auf Platz eins des PokerStake-Rankings, das die erfolgreichsten Onlinepoker-Turnierspieler weltweit listet. Es gibt nur vier Spieler, die das Ranking länger anführten und mit Cliff Josephy nur einen Spieler, der länger durchgängig an der Spitze stand.

### Live
Seine ersten Geldplatzierungen bei Live-Turnieren erzielte Batista Ende Oktober 2006 beim Circuit der World Series of Poker (WSOP) in Elizabeth im US-Bundesstaat Indiana. Dort gewann er das Main Event mit einer Siegprämie von mehr als 250.000 US-Dollar. Anfang Juli 2007 war er erstmals bei der WSOP-Hauptturnierserie im Rio All-Suite Hotel and Casino am Las Vegas Strip erfolgreich und erreichte bei einem Turnier der Variante No Limit Hold’em den Finaltisch. Mitte Juli 2008 wurde der Amerikaner beim Bellagio Cup im Hotel Bellagio am Las Vegas Strip Dritter und erhielt rund 120.000 US-Dollar. Anfang Januar 2014 belegte er bei den Mega Millions in Los Angeles, einem Turnier mit einem Feld von 5316 Spielern, den zweiten Platz und sicherte sich ein Preisgeld von rund 165.000 US-Dollar. Seine letzte Geldplatzierung erzielte Batista Mitte November 2014 im The Strat Las Vegas.
Insgesamt hat sich Batista mit Poker bei Live-Turnieren knapp eine Million US-Dollar erspielt.